# Бранка Николић (доктор)
Бранка Николић (Сарајево, ФНРЈ, 1956) је српски лекар − специјалиста гинекологије, чије су уже области гинеколошка ендокринологија и малигне гестацијске болести и професор Медицинског факултета у Београду.

## Образовање
Проф. др Бранка Николић основне студије је завршила 1981. године на Медицинском факултету Универзитета у Београду. Магистарски рад, на тему "Стање плода на рођењу у раном неонаталном периоду и годину дана по рођењу код деце рођене вакуум екстрактором", одбранила је 1986, а докторски рад, на тему "Значај ране пренаталне ултрасонографске детекције патоанатомских промена централног нервног система плода ради раног става и третмана у трудноћи", одбранила је 1991. године, на истом факултету. Специјалиста гинекологије и акушерства постала је 1988. године на ГАК "Народни фронт".
У два наврата, 1986. и 2000. године, била је стипендиста King's College Hospital School of Medicine and Dentistry London.

## Радни ангажман
Од 1983. године запослена је на ГАК "Народни фронт" у Београду, где тренутно обавља функцију начелника Одељења гинекологије. Од 2003. године је заменик шефа Катедре за постдипломску наставу на Катедри за гинекологију и акушерство Медицинског факултета Универзитета у Београду, начелник Одељења гинекологије ГАК "Народни фронт". Смењена је са места руководиоца наставне делатности 2020.године. Редовни професор на Катедри за гинекологију и акушерство ГАК "Народни фронт" је од 2012, а на Катедри за гинекологију и акушерство Медицинског факултета Војномедицинске академије Универзитета одбране у Београду и на Катедри за гинекологију и акушерство Медицинског факултета у Бањалуци од 2017. године. У периоду од 2001. до 2005. године била је предсједник Управног одбора Института за рехабилитацију Сокобањска, Селтерс и Врмац.

## Стручна активност и чланства
Проф. др Бранка Николић аутор је и коаутор 172 стручно-научна рада. Неке од њених монографија, уџбеника и практикума су "Конзервативни  третман  у гинекологији и акушерству" (Уџбеник за постдипломску наставу, Београд: Графипроф; 1998), поглавља у "Уролошка  гинекологија. Уролошки поремећаји у менопаузи и постменопаузи" (Хаџи Ђокић Ј. и сарадници Бор: ДСИР Бакар Бор; 2000. год), "Бенигне болести вулве. Бенигне промене вагине" (у Петковић С. (ед) Гинекологија. Београд: Елит Медика; 2004. 386-389, 389-390).
Члан је уређивачких одбора часописа "Војносанитетски преглед" и "Санамед", те рецензент часописа "International Journal of Ginecological Cancer", Central European Journal of Medicine", "Cancer Therapy", "Central European Journal of Medicine", "Војносанитетски преглед" и "Српски архив".
У Бриселу је учествовала као експерт евалуатор и известилац у конкурсу 34 пројекта вредности 16,7 милиона евра (External Expert EU  Bruxelles for Open Call for Shared Cost, Demonstration, Thematic Network and Concerted Action proposals in the field of Support for Research Infrastructures'Quality of Life and Management of Living Resources). 
Члан је радне групе ENWISE (Enlarge Woman in Science) EU Commission Bruxelles (делегат на Конференцији ENWISE 2003. у Будимпешти(Мађарска), 2004. у Талину (Естонија) и 2006. у Бечу (Аустрија).
Била је делегат Европске комисије на Конференцији "Human Genetic Testing 2004. у Паризу (Француска).
Евалуатор је пројеката за здравство за бивше Совјетске републике (Брисел, 2004-2008, 2007. и 2012). 
Члан је ESGO – Европског удружења гинеколошке онкологије, затим од 1983. године члан Гинеколошко-акушерске секције Српског лекарског друштва, те потпредседник и један од оснивача Мултидисциплинарног удружења за менопаузу и андропаузу до 2008. године и члан Научног одбора часописа "Jugoslavica endocrinologica".

## Предмети едукације
Руководилац је "Школе за унапређење репродуктивног здравља и планирање породице" у "Центру за КМЕ - Медицински факултет Београд", гдје је 2004. и 2005. године одржала 11 едукативних семинара. Предавач је на Катедри за општу медицину Медицинског факултета у Београду. Предавач по позиву: "Kurt Semm" Хрватски последипломски течај гинеколошке хирургије и ендоскопије 2016. и 2017. године и у пленарној сесији "7th World Congress on Controversies in Obstetrics,Gynecology and Infertility - Атина, 2005. године и "Frontiers in Cancer Therapy - 8th International Symposium on Cancer Drug and Gene Therapy" на Криту, исте године.
Предавач је у Школи ултразвука ГАК "Народни фронт" и Интернационалној школи "UZ Ian Donnald" и Југословенској школи ултразвука.
Области истраживања којима се проф. др Бранка Николић бави су: Гинекологија: Малигне гестацијске трофобластне болести, гинеколошка ендокринологија, инфламације горњег гениталног тракта, Доплер ултрасонографија у патолошким гинеколошким стањима, минимално инвазивна хирургија у дијагностици и лечењу у гинекологији.

## Пројекти
1. Пројекат 175082 - Noninvasive and invasive diagnostics and percutaneous treatment of bifurcation lesions Министарства за науку и технолошки развој развој Србије, 2011.
2. Пројекат 41021 - Cellular and molecular pathogenetic mehanisms of reproduction disorders and genital organ diseases in prevention, diagnosis and therapy, subproject Treatement of antenatal hydronephrosis, Министарства за науку и технолошки развој развој Србије, 2011.
3. RANDOMIZED PHASE III STUDY OF LIPOPLATIN + PACLITAXEL versus CISPLATIN + PACITAXEL AS FRONT LINE TREATMENT OF ADVANCED EPITHELIAL OVARIAN CANCER (EOC) Tenni Boulikas, Бранка Николић (Principal Investigator) (Грчка, Швајцарска, Немачка, САД, Србија и Црна Гора) 2005.
4. Пројекат 145074 - Цитолошка, имунохистохемијска и клиничка истраживања васкуларног ремоделовања у болестима крвних судова и ангиогенези, Пројекат Републичког министарства за науку 2006-2010.
5. Пројекат 1-333 - Имунохистемијске карактеристике у обољењима крвних судова, Пројекат Републичког министарства за науку 2002-2005. 
6. Савремене могућности ране детекције карцином јајника применом колор доплер ултрасонографије, Савезно министарство за науку и технологију, као сарадник 1995-1999.
7. DEVELOPMENT OF THE CATECHOLAMINE INNERVATIONS IN THE BRAIN OF HUMAN EMBRIOS AND FETUSES, USA Department of Health and Human Service, INSERM, Француска, Институт за биолошка истраживања "Синиша Станковић" ГАК "Народни фронт", као сарадник 1989-1992.
8. DEVELOPMENT OF  THALAMOCORTICAL RELATIONSHIP IN MAN USA, Department of health and Human services, Public Health Service, Институт за биолошка истраживања "Синиша Станковић" ГАК "Народни фронт", као сарадник 1990-1993.
9. Перинатално поријекло оштећења церебралних функција - Неуробиолошки приступ, Међурепублички пројекат Србија - Хрватска - Институт за анатомска истраживања Загреб и Институт за биолошка истраживања "Синиша Станковић" ГАК "Народни фронт", 1988-1992.